# Grey-Gletscher
Der Grey-Gletscher (spanisch Glaciar Grey) ist ein Gletscher in Chile.

## Lage
Der Gletscher liegt in den südlichen Anden in der Provinz Última Esperanza der chilenischen Región de Magallanes y de la Antártica Chilena im Nordwesten des Nationalparks Torres del Paine, etwa 150 Kilometer nordwestlich der Stadt Puerto Natales.

## Beschreibung
Der Grey-Gletscher ist ein Auslassgletscher des Campo de Hielo Patagónico Sur (Südliches Patagonisches Eisfeld), der größten Eiskappe der Südhalbkugel außerhalb der Antarktis. Er zieht sich von diesem Eisfeld aus nach Südosten und kalbt mit drei getrennten Gletscherzungen in den Lago Grey, einen Gletscherrandsee. Der Abfluss des Lago Grey, der Río Grey, ist ein Nebenfluss des Río Serrano, der in den pazifischen Fjord Seno Última Esperanza mündet.
Bei einer Vermessung 1996 hatte der Gletscher eine Länge von 28 Kilometern und eine Gesamtfläche von 270 Quadratkilometern. An seinem Ende vor der Aufteilung in drei Zungen ist der Gletscher etwa 6 Kilometer breit und etwa 30 Meter hoch.
Vergleiche von Satellitenbildern der NASA zeigen ein starkes Zurückweichen der Gletscherzunge in den letzten Jahrzehnten um mehrere hundert Meter. Ende 2017 brach eine 350 Meter lange und 380 Meter breite Eisplatte von der Spitze des Gletschers ab.

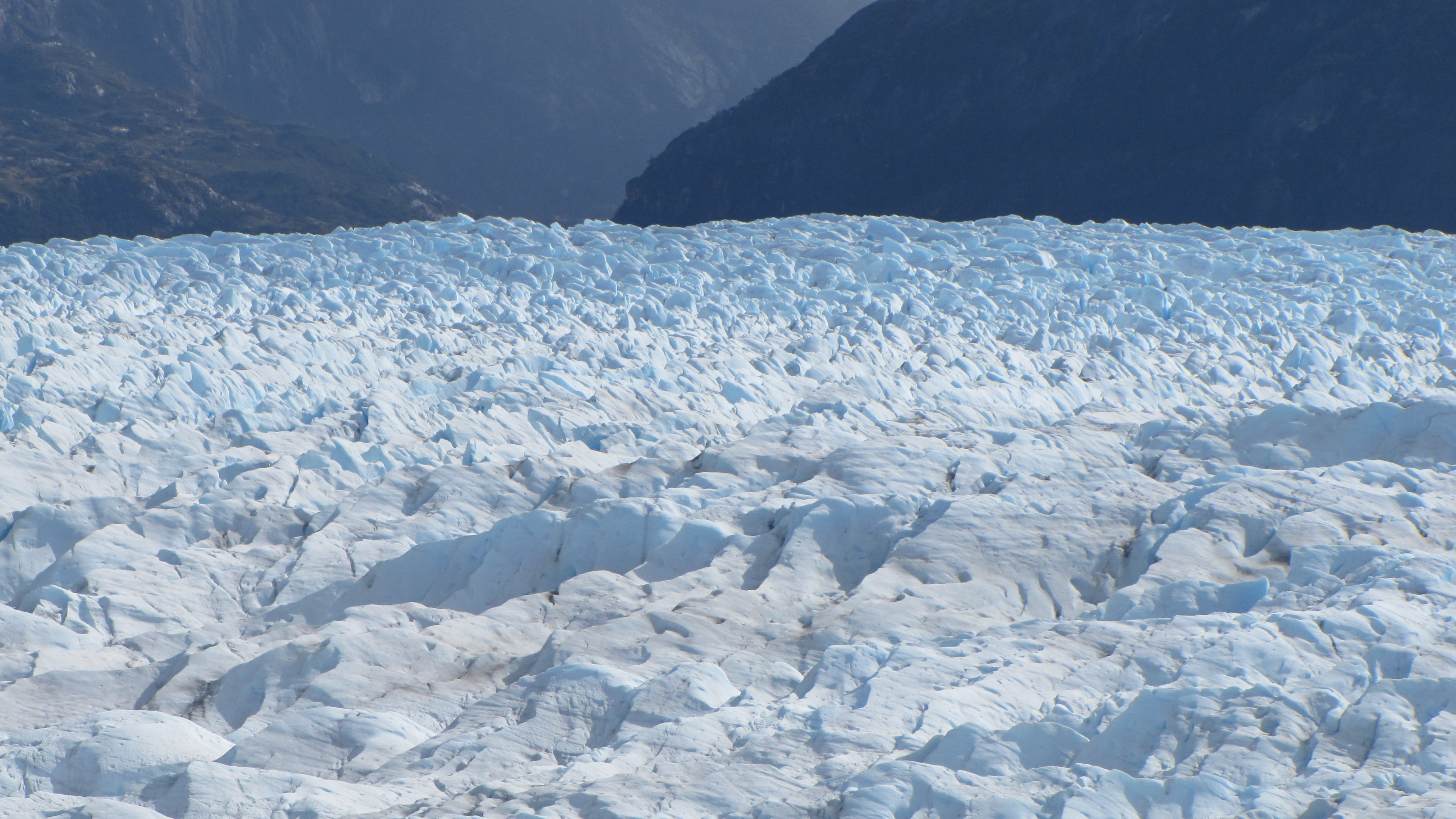
Gletscheroberfläche
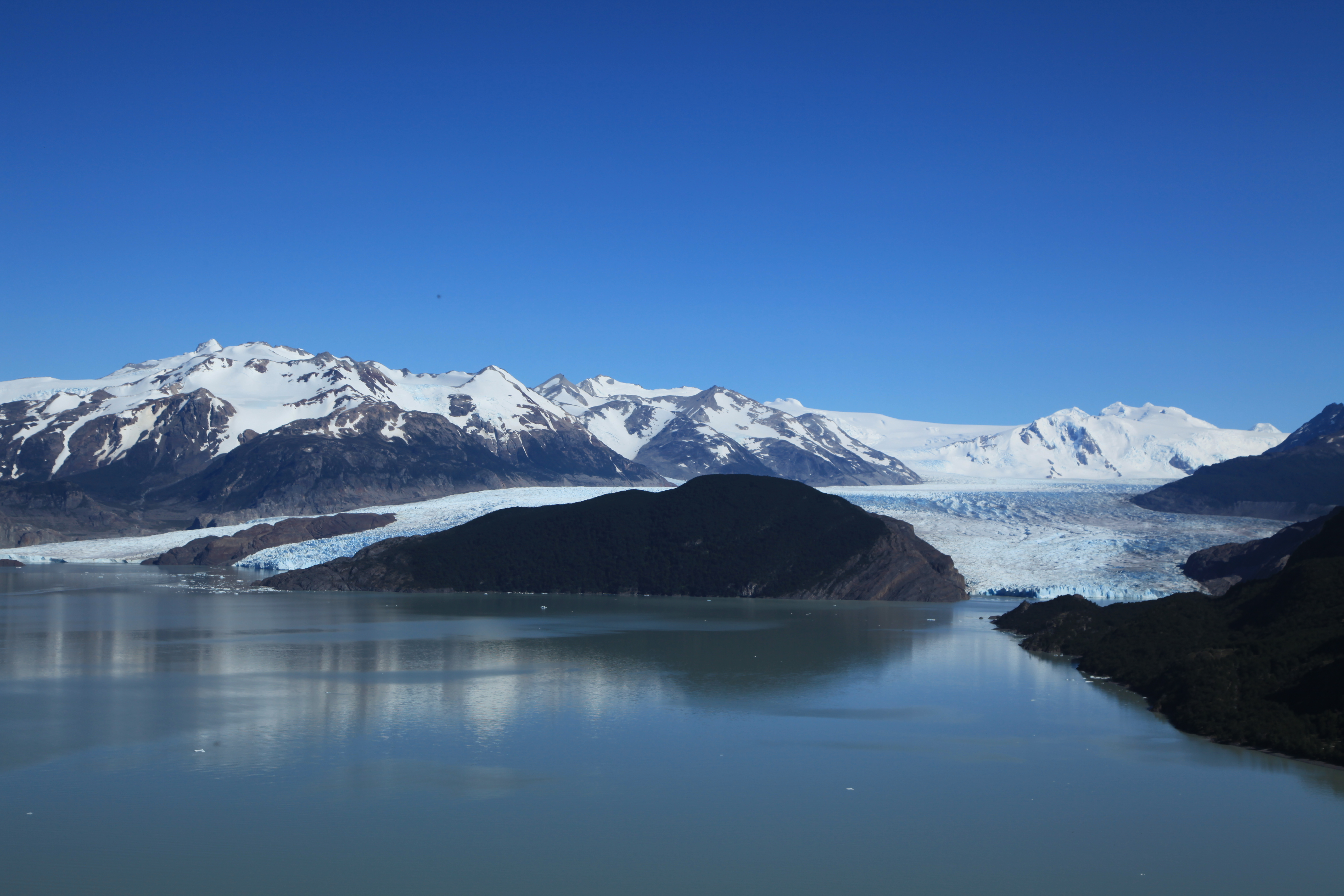
Mündung in drei Zungen
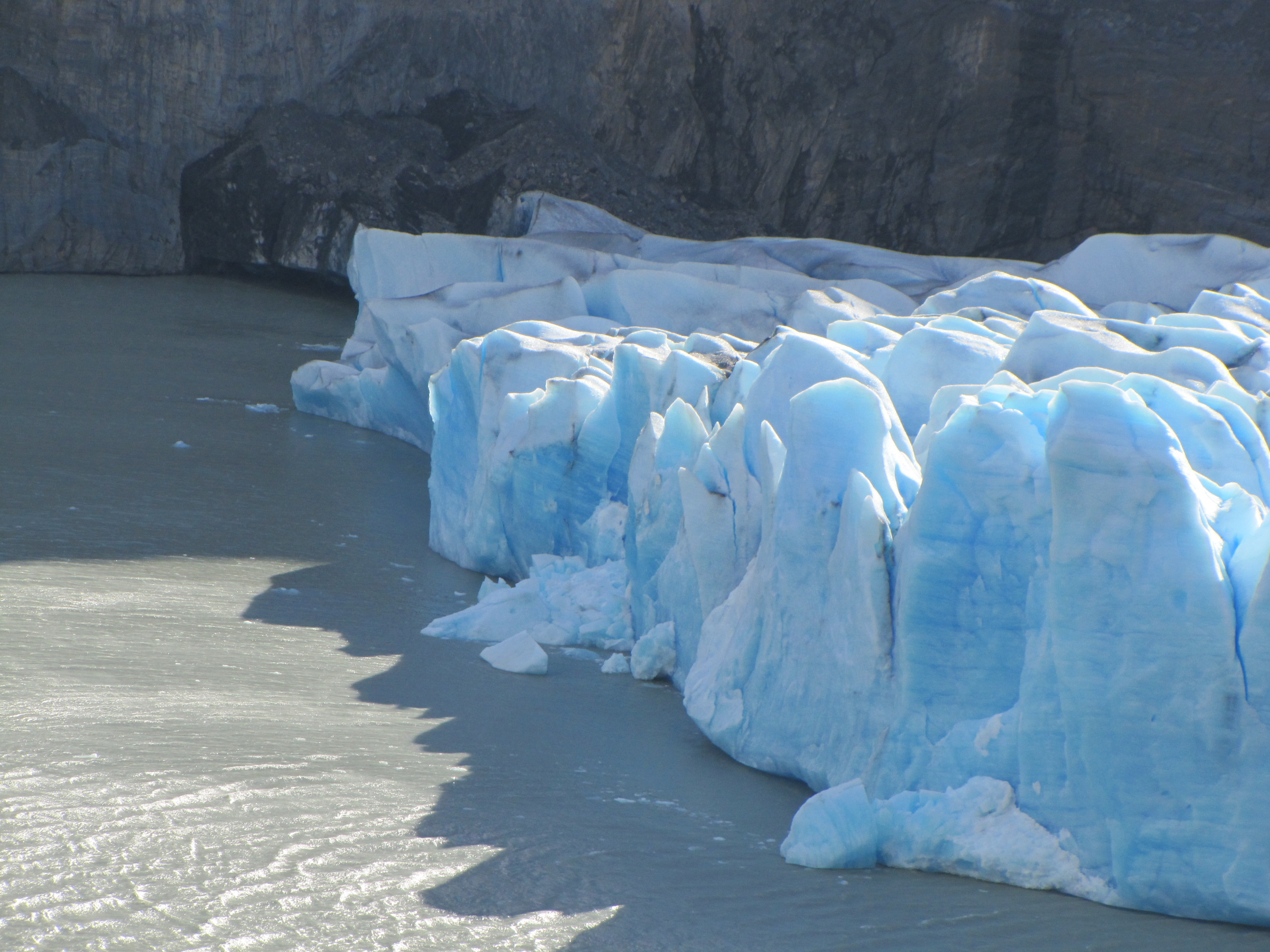
Eiswand
Vergleich 1986/2000